# Papaipema pertincta
Papaipema pertincta är en fjärilsart som beskrevs av Dyar 1920. Papaipema pertincta ingår i släktet Papaipema och familjen nattflyn. Inga underarter finns listade i Catalogue of Life.